# 羅素月
羅素月，女，博羅人，一作東莞人。明朝羅浮山道士、詩人。生卒年不詳。
曾在羅浮山下的梅花村一地種下千株梅樹。羅素月在萬曆三十三年（1605年）開始就已經隱居在羅浮山。天啟五年（1625年）為張穆和王崇芳之師，在徒弟張穆迎娶殷氏時曾賦詩祝賀（《贈鐵橋道人》），購梅花名茶至茶山作贈禮時見殷氏，後賦詩戲之「麻姑仙窟鮑姑山，鳳子翻飛逺嶠還。玉女峰頭人冷笑，杜蘭香去嫁人間。」（《梅花邨》）
詩在《粤東詩海》《全粵詩》和《明詩綜》《御選四朝詩》中有收錄。

## 流行文化
- 2020年椰島遊戲發佈的遊戲《江南百景圖》中同名角色。